# Атток (округ)
Округ Атток (урду та пенджаб. ضلع اٹک) — округ на плато Потохар провінції Пенджаб у Пакистані. Столицею є місто Атток.
Округ створено у квітні 1904 року шляхом злиття техсілів сусідніх округів. Його колишня назва Кемпбелпур. Нині округ складається з 6 техсілів: Атток, Фатех Джанг, Хазро, Хассан Абдал, Джанд і Пінді Геб.
Округ розташований на півночі провінції Пенджаб, межує з округами Чаквал на півдні, Міанвалі на південному заході, Равалпінді на сході, Кохатом на заході, Новшерою на північному заході та Свабі і Гаріпур на півночі.

## Історія
Первісна назва округу Атток. Її змінили на Кемпбеллпур на честь головнокомандувача британських військ сера Коліна Кемпбелла, який відбудував місто Кемпбеллпур. Назву Атток відновлено у 1978 році.

## Демографія
За даними перепису населення Пакистану 2017 року, населення округу становило 1 883 556 осіб, з яких 490 908 (26,02 %) мешкали в міських районах. Статеве співвідношення в окрузі становить 1010 жінок на 1000 чоловіків, а рівень грамотності — 66,91 %: 78,70 % для чоловіків і 55,47 % для жінок. 439 841 особа (23,35 %) — до 10 років.

### Релігія
| Релігія                        | Населення (1941) :42 | Відсоток (1941) | Населення (2017) | Відсоток (2017) |
| ------------------------------ | -------------------- | --------------- | ---------------- | --------------- |
| Іслам                          | 611,128              | 90,42%          | 1,877,221        | 99,51 %         |
| індуїзм                        | 43 009               | 6,36%           | 545              | 0,03 %          |
| сикхізм                        | 20 120               | 2,98%           | --               | --              |
| християнство                   | 504                  | 0,07%           | 7699             | 0,41 %          |
| Інші                           | 1,114                | 0,16%           | 883              | 0,05 %          |
| Загальна чисельність населення | 675,875              | 100%            | 1 886 378        | 100 %           |

### Мови
Languages of Attock district (2017)
Під час перепису населення 2017 року 65 % населення визначили своєю рідною мовою пенджабі, 16,5 % — гіндко, 14,5 % — пушту та 1,8 % — урду. У попередньому переписі 1998 року питання з декількома варіантами відповідей не містило опції гіндко; відсоток пенджабі становив 87 %, пушту — 8,3 %, а урду — 1,1 %.
Пенджабський діалект східної частини техсілю Фатех Джанг Техсіл називається Sohāī̃ і належить до групи діалектів Дхані. Діалекти техсілю Пінді Геб та Атток (іноді називають Чхачі) були класифіковані як частина гіндко.

## Техсіли
Округ Атток розділений на шість техсілей
1. Атток[2]
2. Фатех Джанг[2]
3. Хасан Абдал[2]
4. Хазро[2]
5. Джанд[2]
6. Пінді Геб[2]

## Місцеві ради
Всього в окрузі 72 місцеві ради.

## Освіта
В Аттоці налічується 1287 державних шкіл, з яких 51 % (657 шкіл) — для дівчат. У державних школах округу навчається 224 487 учнів.